# Philosophers' Football Match
Philosophers' Football Match és un esquetx televisiu de la companyia de còmics anglesa Monty Python que aparegué en el segon episodi de la sèrie d'humor Monty Python's Fliegender Zirkus i a Monty Python Live at the Hollywood Bowl deu anys després. Representa un partit de futbol a l'Estadi Olímpic de Múnic durant els Jocs Olímpics d'Estiu de 1972 entre filòsofs alemanys i grecs, com ara Plató, Sòcrates i Aristòtil a l'equip grec, i Martin Heidegger, Karl Marx i Friedrich Nietzsche amb els alemanys.

## Partit
En comptes de jugar a futbol, els filòsofs competeixen en pensar mentre caminen en cercles al camp. Franz Beckenbauer n'és l'únic futbolista genuí.
Nietzsche rep una targeta groga per mala conducta per dir que Confuci, que fa d'àrbitre, «no té lliure albir». Sòcrates marca l'únic gol del partit al minut 89, un cop de cap en planxa després d'un centre creuat d'Arquimedes, que concep la idea d'usar la pilota després de cridar «eureka!» A continuació, els alemanys discuteixen la decisió: Hegel argüeix que «la realitat no és res més que un adjunt a priori d'ètica no-naturalista», Kant manté per mitjà de l'imperatiu categòric que ontològicament el gol només existeix en la imaginació, i Marx, amb servint-se del materialisme, declara que era fora de joc (cosa que era veritat).

### Alineacions
| 1  | POR | Gottfried Leibniz            |     |
| 2  | DEF | Immanuel Kant                |     |
| 3  | DEF | Georg «Nobby» Hegel (capità) |     |
| 4  | DEF | Arthur Schopenhauer          |     |
| 5  | DEF | Friedrich Schelling          |     |
| 6  | MIG | Franz Beckenbauer            |     |
| 7  | MIG | Karl Jaspers                 |     |
| 8  | DAV | Karl Schlegel                |     |
| 9  | DAV | Ludwig Wittgenstein          | 88' |
| 10 | DAV | Friedrich Nietzsche          |     |
| 11 | DAV | Martin Heidegger             |     |
| DT | DT  | Martí Luter                  |     |

| 1  | POR | Plató                 |  |
| 2  | DEF | Epictet de Hieràpolis |  |
| 3  | DEF | Aristòtil             |  |
| 4  | DEF | «Chopper» Sòfocles    |  |
| 5  | DEF | Empèdocles d'Agrigent |  |
| 6  | MIG | Plotí                 |  |
| 7  | MIG | Epicur                |  |
| 8  | MIG | Heràclit              |  |
| 9  | MIG | Demòcrit              |  |
| 10 | DAV | Sòcrates (capità)     |  |
| 11 | DAV | Arquimedes            |  |
| DT | DT  | desconegut            |  |

| 11 | DAV | Karl Marx | 88' |

| Àrbitre             | Confuci         |
| Àrbitres assistents | Tomàs d'Aquino  |
| Àrbitres assistents | Agustí d'Hipona |

| 1  | POR | Gottfried Leibniz            |     |
| 2  | DEF | Immanuel Kant                |     |
| 3  | DEF | Georg «Nobby» Hegel (capità) |     |
| 4  | DEF | Arthur Schopenhauer          |     |
| 5  | DEF | Friedrich Schelling          |     |
| 6  | MIG | Franz Beckenbauer            |     |
| 7  | MIG | Karl Jaspers                 |     |
| 8  | DAV | Karl Schlegel                |     |
| 9  | DAV | Ludwig Wittgenstein          | 88' |
| 10 | DAV | Friedrich Nietzsche          |     |
| 11 | DAV | Martin Heidegger             |     |
| DT | DT  | Martí Luter                  |     |

| 1  | POR | Plató                 |  |
| 2  | DEF | Epictet de Hieràpolis |  |
| 3  | DEF | Aristòtil             |  |
| 4  | DEF | «Chopper» Sòfocles    |  |
| 5  | DEF | Empèdocles d'Agrigent |  |
| 6  | MIG | Plotí                 |  |
| 7  | MIG | Epicur                |  |
| 8  | MIG | Heràclit              |  |
| 9  | MIG | Demòcrit              |  |
| 10 | DAV | Sòcrates (capità)     |  |
| 11 | DAV | Arquimedes            |  |
| DT | DT  | desconegut            |  |

| 11 | DAV | Karl Marx | 88' |

| Àrbitre             | Confuci         |
| Àrbitres assistents | Tomàs d'Aquino  |
| Àrbitres assistents | Agustí d'Hipona |

### Curiositats
- Ludwig Wittgenstein era, naturalment, austríac.
- Arquimedes era físic i matemàtic, però no filòsof.
- Beckenbauer no és filòsof, sinó futbolista de veritat.
- El locutor comenta que l'equip alemany havia batut «el famós trio de centrecampistes d'Anglaterra (Jermy Bentham, John Locke i Thomas Hobbes) a la semifinal». També explica que l'equip alemany havia rebut cobertura a la premsa a causa de «problemes d'equip».